# Opisthotropis andersonii
Opisthotropis andersonii är en ormart som beskrevs av Boulenger 1888. Opisthotropis andersonii ingår i släktet Opisthotropis och familjen snokar. Inga underarter finns listade i Catalogue of Life.
Denna orm har tre från varandra skilda populationer. En i Hong Kong, en på ön Cát Bà i Vietnam och en på ön Ba Mun (likaså Vietnam). Arten lever i kulliga områden mellan 300 och 900 meter över havet. Habitatet utgörs av fuktiga städsegröna skogar. Individerna är nattaktiva och de har daggmaskar och andra jordlevande maskar som föda. Honor lägger ägg.
Skogsröjningar och användning av bekämpningsmedel mot insekter hotar beståndet. Utbredningsområdet är begränsat. IUCN kategoriserar arten globalt som nära hotad.